# Pleurothallis myrticola
Pleurothallis myrticola là một loài lan đặc hữu của Brasil (Minas Gerais).

## Hình ảnh

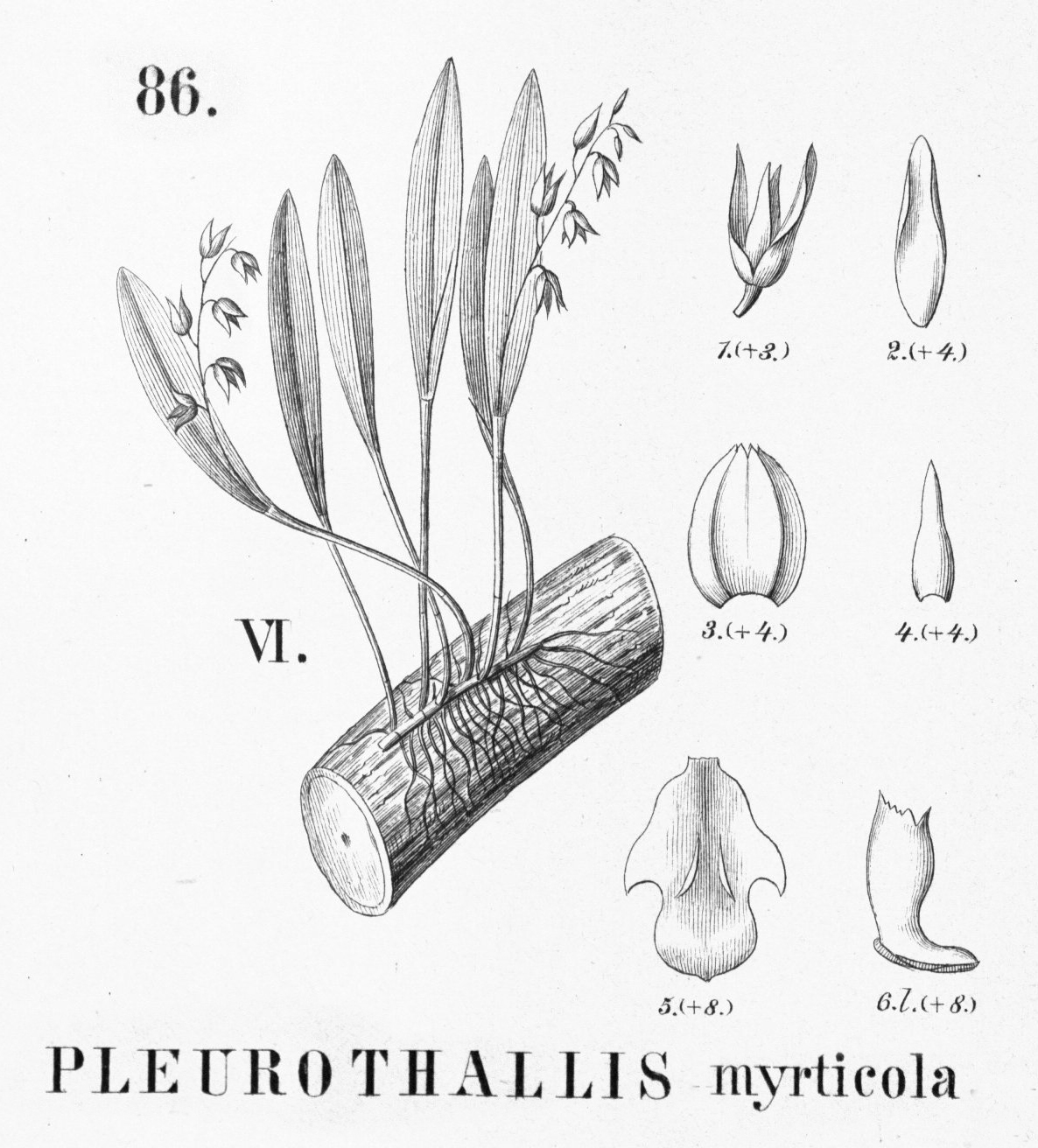
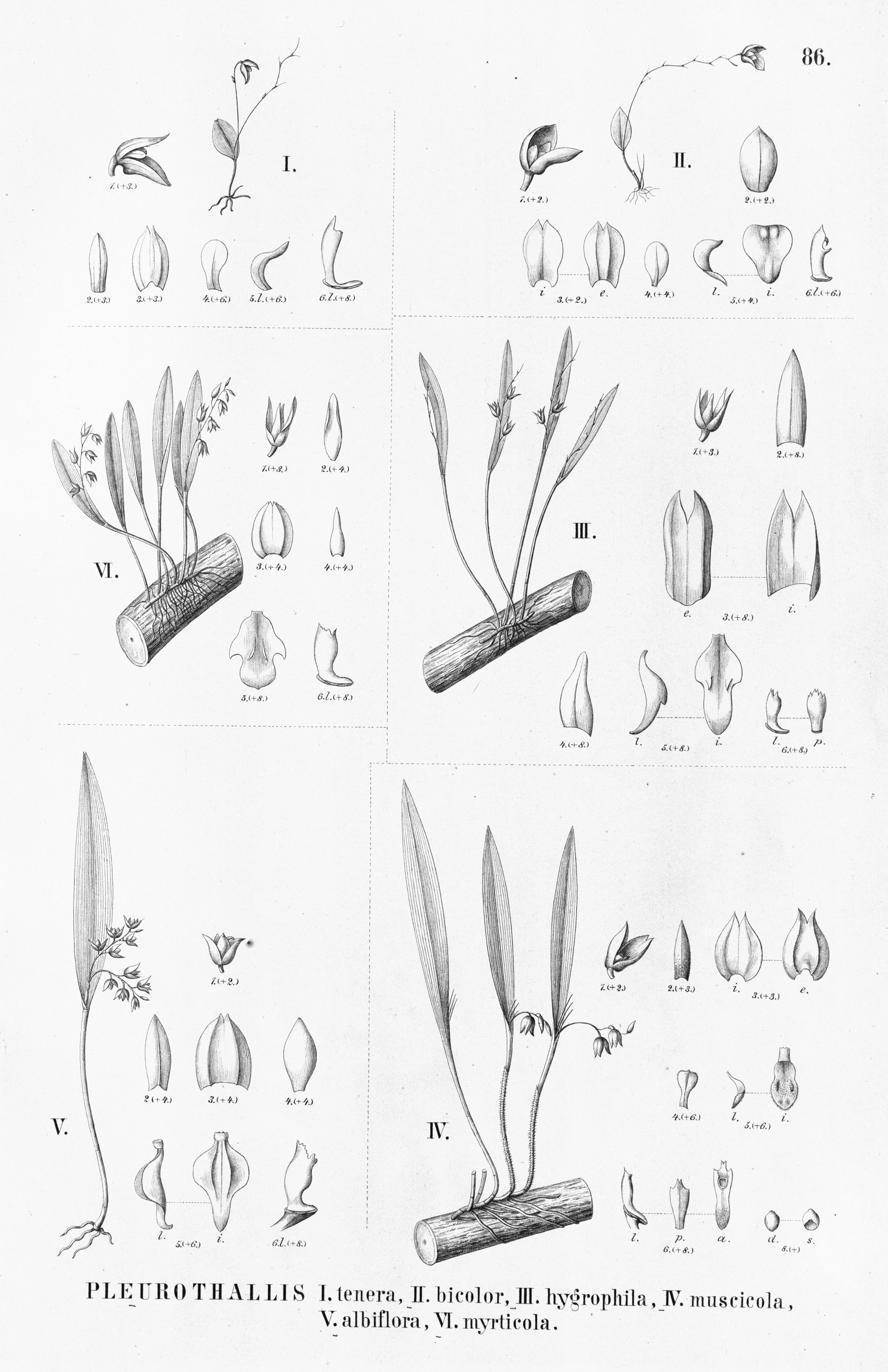